# Ementál

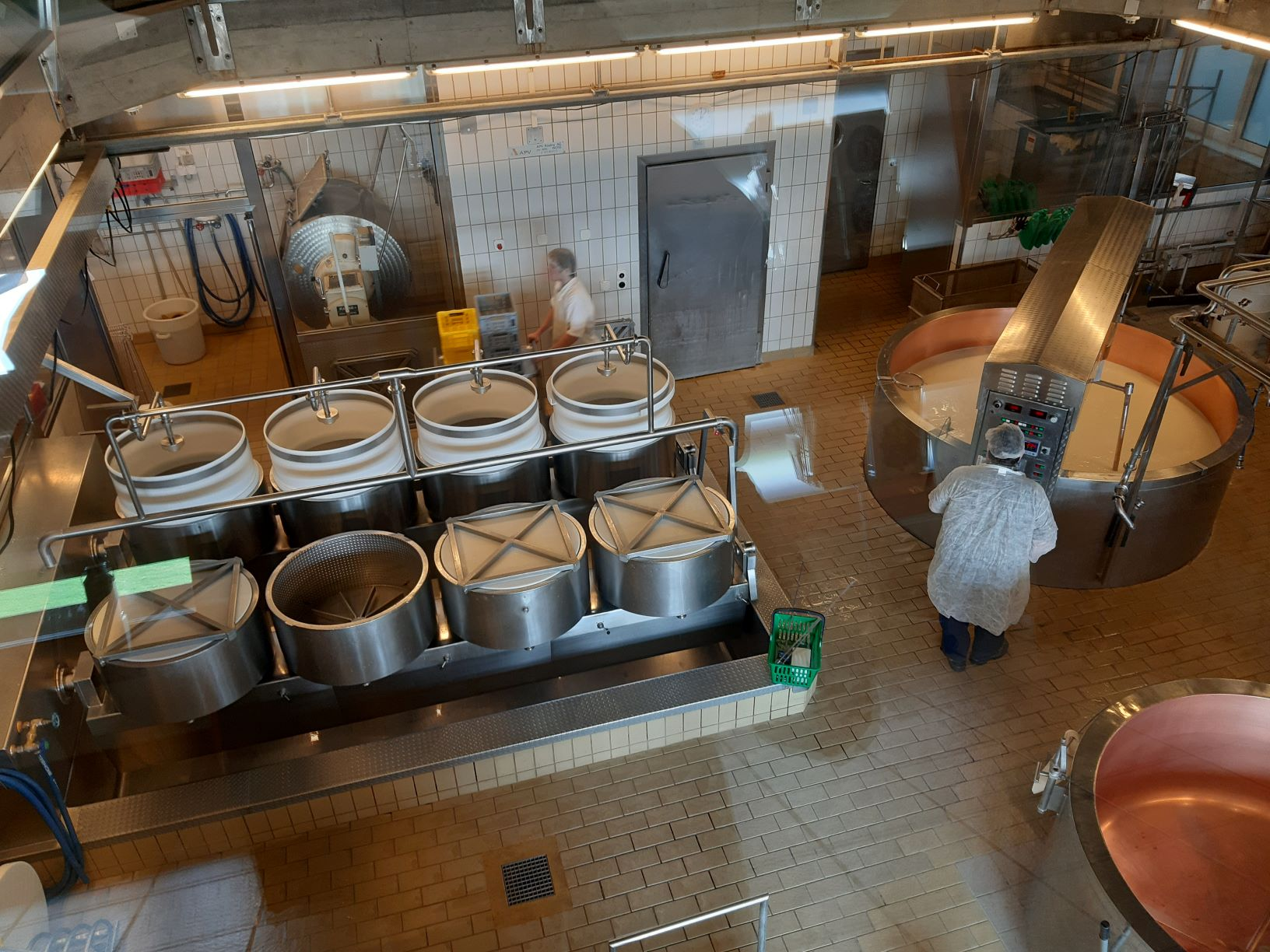
Affoltern (Švýcarsko), moderní výroba ementálského sýru

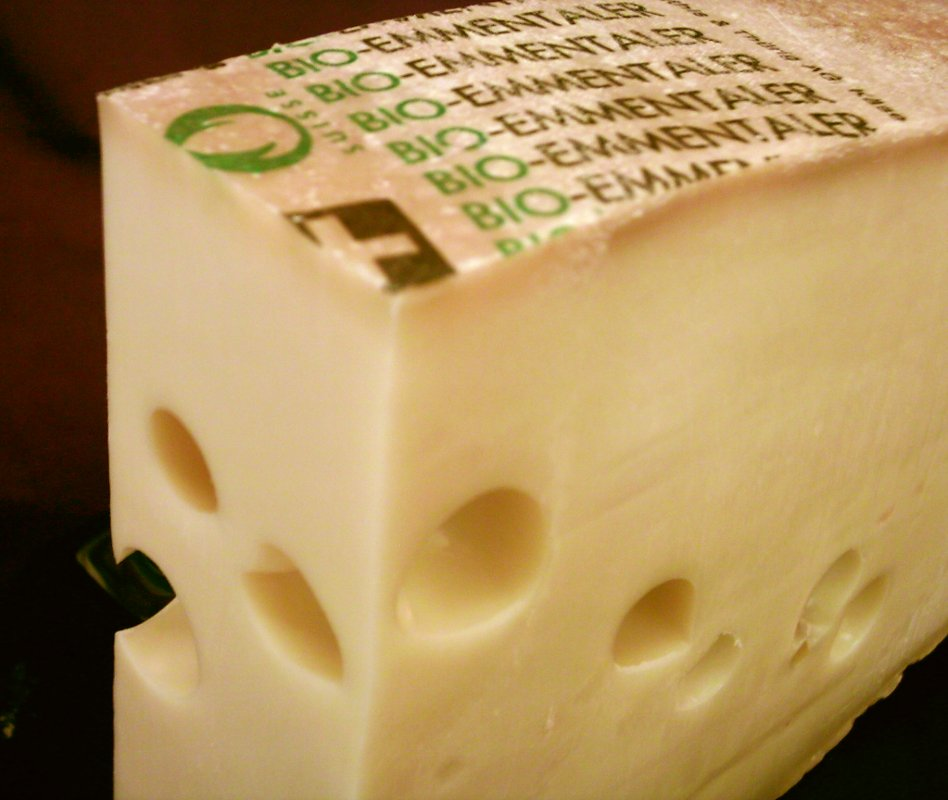
Ementál

Ementál (Emmentaler) je sýr původem ze Švýcarska s typickými dutinami (oky) uvnitř. Pochází z údolí řeky Emme v kantonu Bern. V Severní Americe a Austrálii je někdy nazýván „Swiss cheese“. Obsah tuku v sušině je 45 %.

## Švýcarský ementál
Pravý švýcarský ementál je kolo o hmotnosti od 60 do 130 kg s průměrem až 1 metr. Kůra vyzrálého sýra je světle žlutá, hladká a čistá. Na řezu upoutají oka dosahující velikosti vlašského ořechu. Tyto dutiny vznikají při zrání sýra pomocí mléčné bakterie Propionibacterium freudenreichii, ve které kyselina mléčná se přemění na oxid uhličitý 3 CH3CH(OH)COOH → 2 CH3CH2COOH + CH3COOH + H2O + CO2 a vytvoří dutiny. Dále tyto dutiny obsahují 1% pachových látek. Mladý ementál se prodává po 4 až 6 měsících zrání, vyzrálý po minimálně 8 až 12 měsících.
Ementál se konzumuje jako chuťovka, ale používá se též v kuchyni jako strouhaný, do salátu, do fondue a zapékaných pokrmů.
Emmentaler AOC a Emmentaler Switzerland® jsou chráněné značky tohoto sýra.

## Varianty

### Rakouský
Rakouský ementál se vyrábí z pasterovaného mléka. Je určen především ke spotřebě v kuchyni.

### Francouzský
Francouzský ementál (Emmental français grand cru) je vyráběn ze syrového mléka. Má tvar kola o hmotnosti asi 70 kg. Zraje minimálně 10 týdnů. Obsah tuku v sušině 45 %.

### Savojský
Savojská varianta se vyrábí ze syrového nebo termizovaného mléka. Má tvar kola o hmotnosti 60 kg. Obsah tuku v sušině 45 %.